# L'Avenir en direct
L'Avenir en direct est une émission de télévision française d'une durée de vingt-cinq minutes, produite par AB Groupe, animée par Elsa Fayer, et diffusée chaque samedi à 19h15 sur RTL9 du 3 avril au 26 juin 2004. L'émission est également rediffusée le mardi suivant en deuxième partie de soirée.
Elle est aussi diffusée en Belgique sur AB3, le dimanche à 19h50, à partir du 28 mars 2004.

## Principe de l'émission
L'Avenir en direct permet à une star ou personnalité publique présente sur le plateau, de découvrir les prédictions de la voyante Isabelle Viant pour son avenir. La voyante répond également à des questions que posent des téléspectateurs par téléphone. L'émission se déroule devant un public.
En parallèle d'autres experts interviennent, astrologues, numérologues, morphopsychologues. Leur rôle est de brosser le portrait de la personnalité invitée en plateau.

## Invités
Les invités furent :
| Date          | Invité                    |
| ------------- | ------------------------- |
| 3 avril 2004  | Christine Deviers-Joncour |
| 10 avril 2004 | Mia Frye                  |
| 17 avril 2004 | Philippe Geluck           |
| 24 avril 2004 | Stéphane Bern             |
| 1er mai 2004  | Dave                      |
| 8 mai 2004    | Philippe Bouvard          |
| 15 mai 2004   | Jonatan Cerrada           |
| 22 mai 2004   | André Santini             |
| 29 mai 2004   | Paul-Loup Sulitzer        |
| 5 juin 2004   | Brigitte Lahaie           |
| 12 juin 2004  | Frédéric François         |
| 19 juin 2004  | Armande Altaï             |

La dernière émission, en date du 26 juin 2004, est un florilège des émissions précédentes.